# Bahn (Simulation)
Die Shareware-Simulation Bahn dient der Erstellung und Simulation von Verkehrsnetzen, bestehend aus allen schienengebundenen Verkehrsmitteln, Straßenverkehr und Schifffahrt, wobei der Schwerpunkt auf linienorientierten Verkehren liegt.

## Simulationsmöglichkeiten
Mit Bahn können nahezu alle Rangier- und Fahrbewegungen simuliert werden, so ist die Erstellung großer Verkehrsnetze für ganze Regionen oder Städte mit Straßenbahn, S- und U-Bahnverkehr sowie Eisenbahnverkehr einschließlich der Erstellung von z. B. großer Rangierbahnhöfen durch den Nutzer möglich. Durch die reine 2D-Grafik können insgesamt mehrere tausend Züge gleichzeitig in einem Netz simuliert werden.
Dafür stehen mehr als 14.500 Fahrzeuge zur Verfügung, die zu Zügen zusammengestellt werden können, wobei auch alle anderen Fahrzeugverbände – also auch Busse und Schiffe – in Bahn als Züge bezeichnet werden. Des Weiteren ist es durch zahlreiche Landschaftssymbole, also zum Beispiel Gebäude, Bäume, Bahnsteigdächer oder Laternen, möglich, das Netz umfangreich auszugestalten.
Durch das „Verfolgen“ von Zügen können virtuelle Mitfahrten in einem Netz erfolgen.
Simulationsabläufe sind in unterschiedlichen Komplexitätsgraden erstellbar – von der Sicherung von einfachen Abläufen über Signalanlagen bis hin zu aufwendiger und realitätsnaher Fahrstraßengestaltung bei großen Bahnhöfen im Bereich der Eisenbahn.
Es stehen einige Netze nach deutschen und internationalen Vorbildern zur Verfügung, in denen in unterschiedlichem Detaillierungs- und Realitätsgrad aktuelle und historische Verkehrsnetze simuliert werden.
Bahn unterstützt neben der normalen Ansicht (Maßstab 1:1) folgende Anzeige-Modi: den Kartenmodus (1:2048–1:32), die abstrakte Darstellung („schematisch“, 1:16–1:2), den normalen Modus (1:1) sowie die vergrößerte Darstellung (2:1–8:1), welche durch die in vielen Fällen in höherer Auflösung vorhandenen Zoom2 bzw. Zoom4-Grafiken wesentlich detailreicher ausfällt.
Bahn kann auf allen Windows-Versionen ab Windows Vista SP1 betrieben werden und ist als vollständige Version in Deutsch und Englisch erhältlich. Weitere Sprachen wie Französisch, Niederländisch, Tschechisch und Russisch sind durch separat installierbare Sprachdateien verfügbar.

## Nutzerdefinierte Grafiken
Zur Individualisierung von Netzen unterstützt Bahn die Erstellung und Verwendung von nutzerdefinierten Grafiken.
Seit der Bahn-Version 3.40 besteht die Möglichkeit, selbsterstellte Fahrzeuge zu verwenden bzw. die von anderen Nutzern bereits erstellten Fahrzeuge in eigene Netze zu integrieren.
Durch das Einfügen von nutzerdefinierten Haupt-, Vor- und Kombinationssignalen lassen sich in einem Netz individuelle regionale oder historische Signale nutzen.
Mit eigenen Fahrwegen können von den Nutzern zusätzlich benötigte spezielle Gleiselemente erstellt werden.

## Geschichte
Experimente für die ersten Vorläufer von Bahn auf KC-85-Basis begannen 1985. Im Jahr 1991 wurden die mit Assembler programmierten Versionen 2.12 und 2.31 der Software unter der Bezeichnung STRABA. Der Name Bahn hingegen wurde erstmals bei der mit C programmierten und im Juli 1993 für MS-DOS veröffentlichten Version 3.1 verwendet.
Seit der Veröffentlichung der Version 3.20 im Jahr 1994 wird Bahn auch als vollständige englischsprachige Version angeboten.
Ab der Version 3.58 wurden verschiedene Zoom-Stufen in der Ansicht der Netze eingefügt.
Mit der Bahn-Version 3.70 wurde Bahn im Dezember 2000 auf das Betriebssystem Windows 3.1 umgestellt.
Ab der im April 2002 verfügbaren Version 3.80 wurde Bahn mit C++ Builder programmiert, seitdem ist zur Nutzung eine 32-Bit-Version von Windows erforderlich. Ebenfalls mit der Version 3.80 erfolgte die Erweiterung des Funktionsumfangs um die Simulationsmöglichkeit von Straßen- und Schiffsverkehr.
Seit der im Juli 2007 veröffentlichten Version 3.84 ist die Verwaltung mehrerer unterirdischer Ebenen für Tunnelstrecken sowie eine anspruchsvollere Simulationsgestaltung durch komplexere Signalanlagen möglich. Ab der Version 3.85 war die Einbeziehung nutzerdefinierter Haupt-, Vor- und Kombisignale im Funktionsumfang enthalten.
Die Integration von Fahrstraßen für den Eisenbahnverkehr ab Mai 2014 mit Bahn 3.88 stellte einen erheblichen Schritt in Richtung komplexer sehr realitätsnah gestaltbarer Simulationsabläufe dar. Die Speicherung der Netze mit der Endung .nt3 erfolgt seit dieser Version im XML-Dateiformat, sodass Netzdateien auch mit externen Editoren bearbeitet werden können.
Wesentliche Ergänzungen erhielt Bahn in der Version 3.89 im April 2019 mit der Berücksichtigung von Verspätungen sowie der Integration von Zugverbänden aus separaten Zügen.
Eine der wesentlichen Einschränkungen von Bahn stellt bisher die Limitierung der Fahrwegbaumöglichkeiten auf 45°-Winkel dar. Mit der seit dem Jahr 2012 betriebenen parallelen Entwicklung von Bahn 4.00 wird u. a. das Ziel verfolgt, dies aufzuheben und zusätzliche Fahrwege im Winkel von 22,5 und 67,5° zu ermöglichen. Die mit den bisherigen Beta-Versionen von Bahn 4.00 und die mit der Versionsreihe 3.xx erstellten Netze sind nicht untereinander kompatibel.